# توری فیبری با تناوب بلند
توری فیبری با تناوب بلند (Long-period fiber grating)، نور را از یک مد هدایت شده در هسته، به چندین مد رو به جلو انتشار یافته غلاف، (در جایی که بر اثر جذب و پراکندگی نور از هسته وارد غلاف می‌شود و در داخل غلاف از بین می‌رود)، کوپل می‌کند. در این کوپل شدگی از مد هدایت شده در هسته به چندین مد غلاف وابستگی طول موجی مشاهده می‌شود. بنابراین اتلافی به شکل طیفی در طول موجهای مشخص بدست می آید. در واقع بر اساس کوپلینکگ مد غلاف با هسته در خروجی ما یک سری طیف داریم که در یک سری طول موج های خاص یک سری از مدها منجر به این میشوند که از فیبر ما انرژی رو بگیرن و در نتیجه در طیف خروجی ما در یک سری از طول موج ها شدت کمینه را خواهیم داشت که با ضریب شکست هسته و غلاف ارتباط خواهد داشت و تفاضل ضریب شکست هسته منهای ضریب شکست غلاف برابر می شود، با دوره ی تناوب اون دیفرمیشنی که ایجاد کرده بودیم. در LPGها ما مد بازتابی نداریم، آن مدی که در فیبر LPGمنتشر می شود مد اصلی است (مد اصلی {Lp1})، چون ضریب شکست موثر آن خیلی نزدیک به هسته است و در هسته منتشر می شود.

λ–ref = ( n−core - n–clad ) Λ

این تناوب بلند منجر می گردد که مد اصلی که در LPG هدایت می شود منجر به تحریک کردن مد های غلاف شود.با عبور از اختلال اول به اختلال دوم می رسد  و الی آخر و در هر بار رسیدن به اختلال مد lp1 که هدایت می شود، مد های غلاف نیز تحریک شده و این مد به صورت نمایی در غلاف میرا می شود و چون فاصله ی تناوب ها زیاد است این مد غلاف تحریک شده در این فاصله تلف می شود و اجازه پیدا نمی کند تا با اختلال دوم برسد. پس با پیمایش هرچه بیشتر نور، مد غلاف شدتش کمتر و کمتر شده به گونه ای که در انتها ما آن مد غلافی که هسته حامل آن بود را نخواهیم داشت. در واقع مد غلاف و مد هسته رو به جلو حرکت می کنند اما مد غلاف به مرور تضعیف شده و در نهایت از طیف ورودی فیلتر می شود.
```
در LPG ها دوره تناوب بزرگ ‌تر از 100میکرومتر است که این تغییرات تناوبی در داخل فیبر اعمال خواهد شد، اما دوره تناوب در FBGها از 0.5 تا 1 میکرومتر می باشد. FBG‌ها روی طیف بازتابی و عبوری کار می‌کنند اما LPG ها در طیف‌های عبوری کار می‌کنند. در LPG ها ما طیف‌های عبوری داریم چون عملکرد این‌ها برمبنای تضعیف مدی هستش و این باعث می‌شود بازتاب خیلی خوبی نداشته باشیم.به دلیل آنکه کوپل بین مدها در این نوع توری براگ، در یک جهت انتشار میابد، رزونانس‌هایی که به ازای آنها کوپل شدگی رخ میدهد تنها در طیف عبوری مشاهده می‌شود.  بر خلاف فیبرهای توری براگ تناوب کوتاه (FBG). این نوع توریها مدهای منتشر شده را باثابتهای انتشار کوچکتری کوپل می‌کنند، بنابراین 
دوره تناوب
 این توریها از 
طول موج
 تابش منتشر شده در داخل فیبر بزرگتر خواهد بود. از آنجا که دوره تناوب توری با تناوب بلند بزرگتر از طول موج نور است ساخت این توریها نسبتاً آسانتر است. 
```

طیف عبوری فیبر نوری با تناوب بلند شامل فرورفتگی‌هایی به شکل دره است که در طول موجهای مربوط به رزونانس مد منتشر شده در هسته با هر یک از مدهای غلاف مشاهده می‌شود.ممکن است مدهای با تقارن متفاوتی باهم کوپل شوند. برای مثال توری براگ با تقارن استوانه‌ای مدهایLP0m متقارن فیبر را کوپل می‌کند. توری فیبر نوری خمیده که نسبت به محور فیبر نامتقارن هستند یک رزونانس بین مد هستند و مدهایی نامتقارنLP1m غلاف ایجاد می‌کند.ما در هسته فقط یک مد داریم آن هم lp01، پس ضریب شکست موثر هسته ثابت است.ولی برای مدهای غلاف مراتب مختلف در غلاف وجود دارند و تحریک می شوند و بسته به اینکه چند مد غلاف داشته باشیم چون این مد های غلاف از طیف ورودی فیلتر می شوند به همان تعداد مد غلاف طول موج از طیف حذف خواهند شد. به عنوان مثال در شکل2، در خروجی در یک سری از طول‌موج ها ما دیپ می‌بینیم که وابسته به اینکه چند تا مد برانگیخته کنیم چند تا دیپ خواهیم داشت. در این‌جا چند تا دیپ داریم که یک سری از دیپ ها ویزیبیلیتوشون بالاست که نشان دهنده ی مدهای پایه ی اوردر هستند و میزان تلفات انرژی شون بالاتره در نتیجه انتقال برای این‌ مدها بیشتر می باشد. پس ما در شکل2 در این LPG شیش تا مد غلاف داریم یعنی شش تا مد با مد غلاف کوپلینگ انجام داده‌اند و تونستن این تضعیف ها را در طول‌موج خروجی برامون ایجاد کنند یعنی هر کدوم از این دیپ ها یک ضریب شکست مؤثر برای غلاف هستند و هر کدام از این دیپ ها که این‌جا داریم به دلیل این‌که دارای ضریب شکست مؤثر متفاوت هستند حساسیت‌های متفاوتی هم به پارامترهایی مثل دما، استرن، ضریب شکست، فشار و... نشان خواهند داد که این باعث می‌شود کهLPG ها برای اندازه‌گیری چند پارامتر به‌صورت هم‌زمان بسیار مؤثر می باشند، چون مدهای غلاف و مدهای هسته متفاوت حساسیت‌های متفاوت به این پارامترهای محیطی از خودشون نشان خواهند داد.
توری براگ فیبرنوری با تناوب بلند کاربردهای گسترده‌ای ازجمله فیلترهای طول موجی، حسگرها و... دارند. توریهای متفاوت با ساختارهای پیچیده‌ای طراحی شده‌اند. توری با ترکیب چندLPG توری با تناوب بلند با ابرساختارها و توری‌های با تناوب متغیر و.... ابزارهای متفاوتی که بر پایهٔ توریهای با تناوب بلند ساخته شده‌اند. تا کنون رشد و توسعه چشمگیری داشته‌اند. فیلترها، حسگرها و فیبرهای جبران کننده پاشندگی و.....

## روش های ساخت LPG
ساخت LPG بر مبنای تغییرات پریودیک ضریب شکست یا ساختار فیبر انجام خواهد شد. به عنوان مثال برای ساخت کافیه از یک لیزر co2 توان بالا مثلا 5w استفاده کنیم و باریکه ی لیزر را روی فیبر اسکن کنیم. فرض کنید چیدمانی به شکل3 داریم، فیبر در یک stage ثابت و کشیده شده است و اینstage قابلیت کنترل حرکت را دارد. این چیدمان زمانی‌که ما فیبر را جابه‌جا می‌کنیم می‌توانیم مانع نوردهی شویم و به فیبر پرتوی وارد نشود و بعد از جابجایی می‌توانیم شاتر را باز کنیم و پرتو لیزر برای ایجاد تغییرات به فیبرمون برخورد کند. این پرتویی که به فیبر برخورد می‌کند بر مبنای شدتی که ما به فیبر اعمال می‌کنیم این طول‌موج توسط فیبر جذب شود منجر به تغییر ضریب شکست در فیبر می‌شود و ما می‌توانیم LPG داشته ‌باشیم. اصولاً قطری لکه‌ای که برای تغییرات ضریب شکست استفاده می شود زیر 100 میکرومتر می باشد. تعداد تناوب ها در LPGها بسیار پاین تر از FBG‌ها است لذا ساخت آن خیلی ساده‌تر می‌باشد.

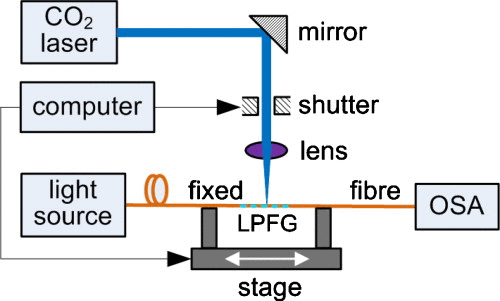
شکل3،روش ساخت LPG

در ساخت LPGها لازم نیست که ما تقارن از دو طرف داشته‌باشیم از یک طرف هم تقارن داشته‌باشیم ما می‌تونیم LPG بسازیم شکل4.  همانطور که گفتیم برای ساخت این فیبرها نیار می باشد که دو فرایند انجام دهید یا تغییر پریودیک ضریب شکست روی فیبر ایجاد کنید یعنی ایجاد تغییر ضریب شکست در تناوب مشخص و یا تغییر پریودیک ساختار  یعنی ما به‌صورت تناوبی در ساختار فیبر نوری نقص ظاهری ایجاد کنیم، مانند LPGهای پیچشی.به این صورت که اگر فیبر حرارت داده شده را در راستای یک محور بپیچونیم و پیچ بخوره این پیچ‌ها می‌تونه نقش اون تغییر ساختار را برای ما ایجاد کنند و درنتیجه با پیچاندن فیبر حول محور خودش به‌اندازه‌ی زوایای مختلف می‌توانیم LPG با این روش بسازیم که به twisted lpg معروف هستند شکل5. این LPG ها می‌توانند وابسته به قطبش باشند یعنی برای ما یک محورfast و یک محور low ایجاد کنند که میتوانیم در فرایندهای قطبش ازش استفاده کنیم.   

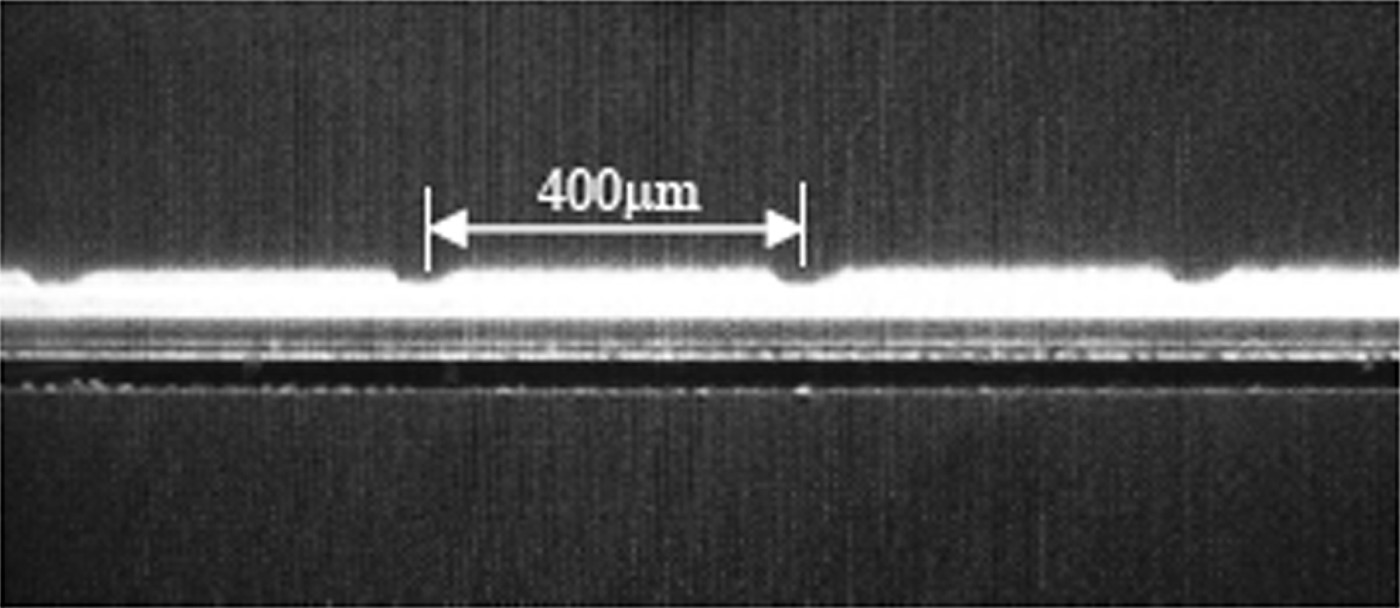
شکل4، ساختLPG با نوردهی از یک طرف فیبر

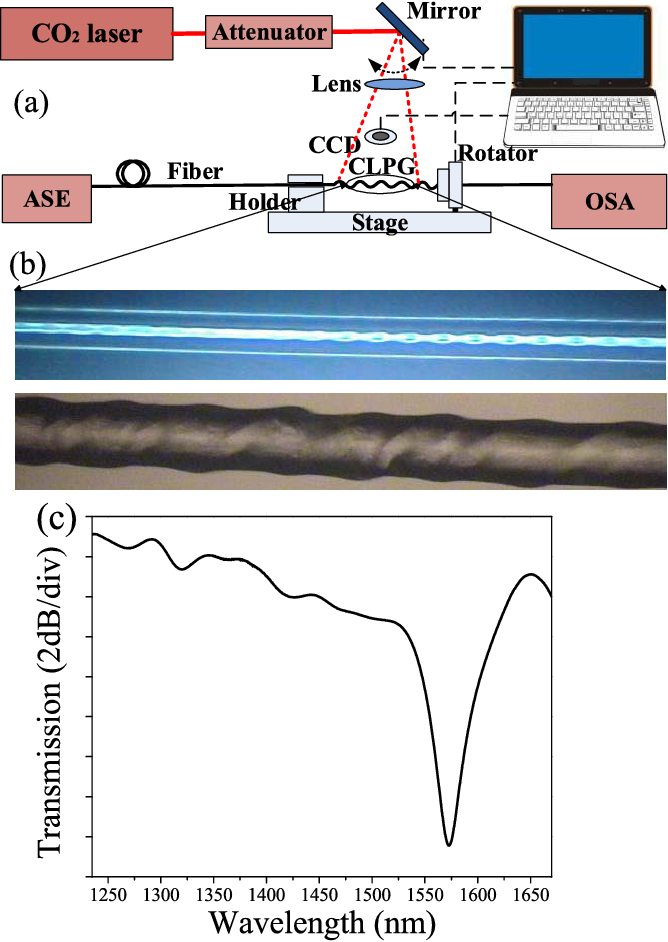
شکل 5، فیبر نوری با تناوب بلند ساخته شده به روش پیچشی

## توری با تناوب بلند دست‌سان
توری‌های فیبر دست‌سان (chiral) تغییر یافتهٔ توریهای براگ فیبر نوری معمولی هستند. در واقع بجای آنکه توری روی سطح شیشه ایجاد شود. توریهای دست‌سان توریهای مکانیکی هستند که با ایجاد ریزساختارها روی شیشه بدست می‌آیند. و با چرخش یکنواخت فیبر نوری معمولی گرم شده این توری با تناوب بلند غیر هم مرکزتولید می‌شود.
فیبر دوشکستی پیچیده، با مغزی غیر دایروی هم مرکز با چرخش متقارن ۱۸۰۰یک ساختار دوگانه مارپیچی ایجا می‌کند. تناوب برابر نصف چرخش است پس گام دو برابر دوره تناوب است(P=2a). فرورفتگیهای باریک در طیف عبوری به هنگام کوپل شدن نور بین مغزی و غلاف در توری‌بندی تناوب بلند دست‌سان با یک گام بزرگتر از طول موج اتفاق می‌افتد. اگر گام‌ها کمی کوچکتر از گام توری‌بندی تناوب بلند دست‌سان باشد، ور به فضای خارج از فیبر کوپل می‌شود. این پراکندگی در باند مرزی اتفاق می‌افتد، و جداکننده قطبش است. این توری‌بندی‌های تناوب بلند دست‌سان متوسط اساس قطبندههای خطی و دایروی با پهنای باند بیشتر از 100nm می‌باشد. فیبر پیچشی با یک مغزی غیرهم مرکز، یک ضریب شکست متناوب و یکسان برای گامهایی با اندازه P=a ایجاد می‌کند که یک ساختار مارپیچی ایجاد می‌کند. این ساختار مارپیچی مغزی شبیه توری‌بندی تناوب بلند معمولی که با ریزخمش ایجاد می‌شود عمل می‌کند.